# 哈維拉 (加利福尼亞州)
哈維拉（英語：Havilah）是位於美國加利福尼亞州克恩縣的一個非建制地區。該地的面積和人口皆未知。

## 地理
哈維拉的座標為35°31′04″N 118°31′07″W / 35.51778°N 118.51861°W，而該地的平均海拔高度為956米（即3136英尺）。